# ルイ＝ベルナール・ギトン・ド・モルボー

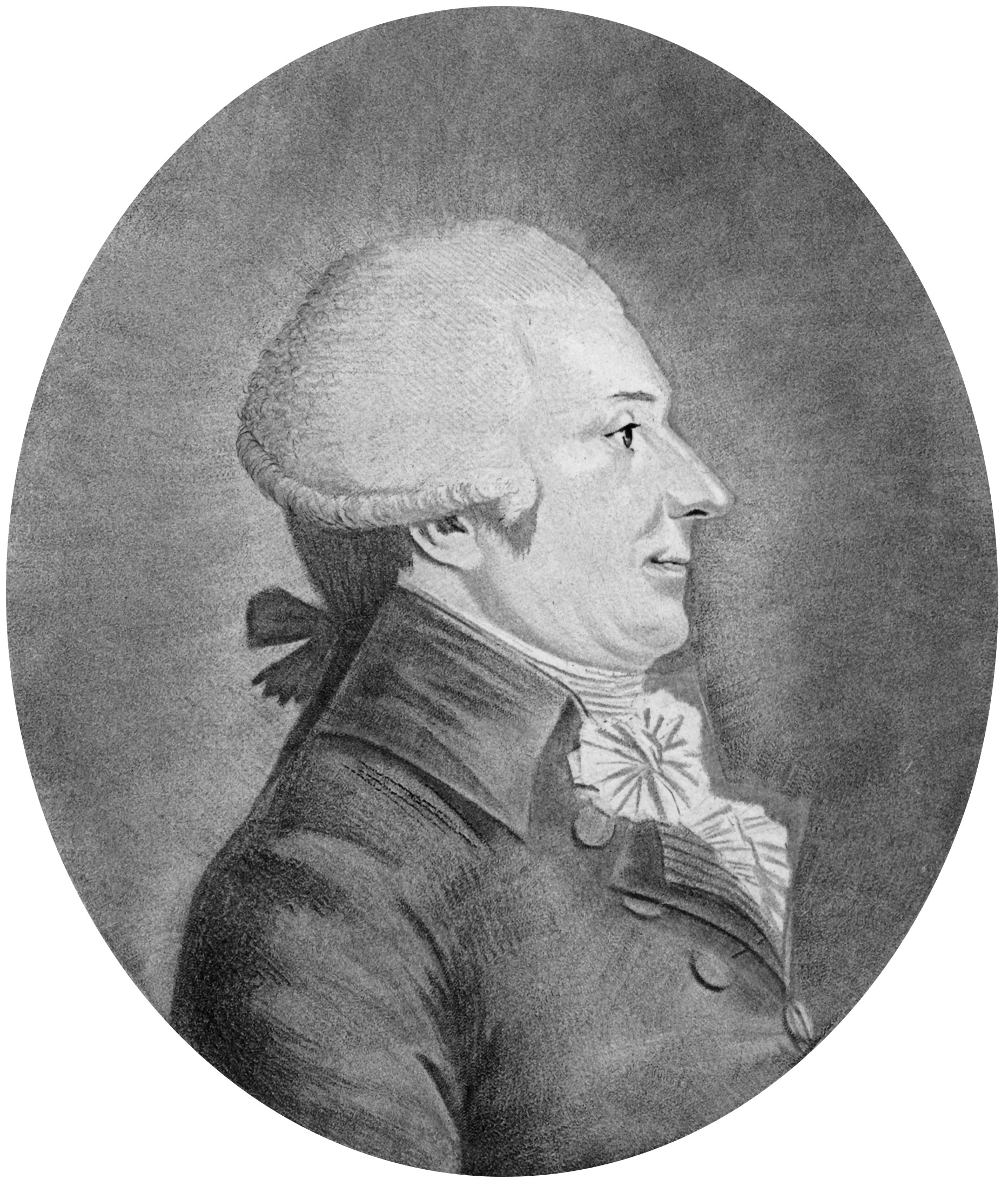
Guyton-Morveau

ルイ＝ベルナール・ギトン・ド・モルボー（Louis-Bernard Guyton de Morveau、フランス革命後は、Louis-Bernard Guyton-Morveau、1737年1月4日 - 1816年1月2日）は、フランスの化学者である。化合物の体系的な命名法を作ったことなどで知られる。

## 生涯
ディジョンで生まれた。ディジョンの地方議会の判事や顧問弁護士を務めた。1773年に化学への興味を持ち、伝染病防止のための建物の消毒に、塩化水素や塩素ガスを使って燻蒸することを提案した。1782年に法律の仕事をやめ、化学の研究に専念し、Encyclopédie Méthodiqueの作成に参加し、化学の工業的な応用に尽力した。ガラス・鉱物学会（La Société des Mines et Verreries）を設立した。1782年に、化合物をその成分元素から命名する命名法を提案した。1783年に、スウェーデン王立科学アカデミーの外国人会員に選ばれた。化学の工業への応用の業績には、当時の高温の温度指標であった、ウェッジウッド・スケールを補正したことや、コークスを使用する鋳鉄の精錬や、ディジョンでの硝石の生産を組織した。1784年には気球の飛行も試みた。
革命期には、1790年にコート＝ドール県の行政官を務め、1792年に立法議会に議員として選ばれ、ナポレオン時代の国民議会にも議員として参加した。右翼のメンバーであったが、国王ルイ16世の処刑に賛成した。銃器の製造や、気球部隊の編成に力をそそぐために議員を辞職した。1793年4月6日から7月10日までに公安委員会の委員を務めた。1794年6月26日のフリュリュスの戦いに自ら気球で飛び、他の戦いでも気球部隊を支援した。
エコール・ポリテクニークとエコール・ド・マルスの創設者の一人で、エコール・ポリテクニークの鉱物学の教授となった。1795年11月20日に、科学アカデミーの化学の主要メンバーになり、1807年には科学アカデミーの会長となった。1811年に最初にフランス帝国の男爵に序せられた。